# Giulio Brogi
Giulio Brogi (* 13. Mai 1935 in Verona; † 19. Februar 2019 in Negrar) war ein italienischer Schauspieler.

## Leben
Brogi besuchte nach der Schulzeit die Accademia dei Filodrammatici und widmete sich ab 1956 zehn Jahre lang exklusiv seiner Theaterlaufbahn, während der er auf den Bühnen des Piccolo Teatro di Milano sowie den städtischen Bühnen in Genua, Triest und Turin mit Regisseuren wie Giorgio Strehler, Luigi Squarzina, Aldo Trionfo und Pietro Carriglio zusammenarbeitete und vor allem Klassiker interpretierte.
1967 debütierte Brogi dann sowohl im Fernsehen (in Le baruffe chiozzotte) als auch auf der Kinoleinwand (in Sovversivi der Brüder Taviani). Bis Mitte der 1970er Jahre fand er etliche Rollen in beiden Medien, wobei er immer wieder mit den Tavianis zusammenarbeitete, eine seiner besten Rollen in Franco Rossis Eneide erhielt und seine Auswahl fast ausschließlich auf künstlerisch anspruchsvolle Werke beschränkte. Seine bemerkenswerte, intensive Sprechweise war auch in einigen wenigen Produktionen seither, aber bis ins Jahr 2013 hinein, zu hören.
Für seine Interpretation des „Giulio Manieri“ in San Michele aveva un gallo wurde Brogi 1976 für das Silberne Band als bester Hauptdarsteller nominiert.

## Filmografie (Auswahl)
- 1966: Le baruffe chioziotte (Fernsehfilm)
- 1967: Die Subversiven (I sovversivi)
- 1968: Gangster sterben zweimal (Gangsters ’70)
- 1970: Der Löwe mit den sieben Köpfen (Der leone have sept cabeças)
- 1970: Die Strategie der Spinne (La strategia del ragno)
- 1971: Die Äneis (Eneide) (Fernseh-Miniserie)
- 1971: Der Aufstand des Giulio Manieri (San Michele aveva un gallo)
- 1979: Die Wiese (Il prato)
- 1991: Der Grossinquisitor
- 1991: Der Taschenträger (Il portaborse)
- 1993: Sarahsara (Sarahsara)
- 1995: Abseitsfalle (Terra bruciata)
- 2013: Piccola patria
- 2016: Träum was Schönes – Fai Bei Sogni (Fai Bei Sogni)